# Orthografische variant
In botanische nomenclatuur is een orthografische variant (afgekort orth. var.) een andere spelling van dezelfde naam.
Voor de naam Hieronyma bestaat ook de spelling Hieronima en Hyeronima. Het gaat hier om een en dezelfde naam, gepubliceerd op één moment door één bepaalde auteur, het is alleen zo dat verschillende mensen deze naam bij gelegenheid op een verschillende manier gespeld hebben. In het geval van Hieronyma is dát de spelling die geconserveerd is en die gebruikt dient te worden.
Overigens had de auteur in het geval van Hieronyma de orthografische varianten zelf gecreëerd hebben door twee verschillende spellingswijzen te gebruiken.
Een onverhoeds gebruik van een van de andere spellingen heeft geen gevolgen: in een dergelijk geval moet de naam gelezen worden alsof ze correct gespeld is.